# アルフォンソ・ラトリフ
アルフォンソ・ラトリフ（Alfonso Ratliff、1956年2月18日 - ）は、アメリカ合衆国の男性プロボクサー。ミシシッピ州クラークスデール出身。元WBC世界クルーザー級王者。イリノイ州シカゴ在住。

## 来歴
1980年8月25日、ラトリフはヘビー級のウェイトでプロデビューを果たし初回2分11秒KO勝ちを収め白星でデビューを飾った。
1980年9月22日、マイク・チュールンと対戦し2回1分50秒TKO勝ちを収めた。
1981年2月22日、スタン・ジョンソンと対戦し2回KO勝ちを収めた。
1981年8月21日、リーロイ・ブーンと対戦し10回判定勝ちを収めた。
1981年12月5日、後のWBCとWBAの世界ヘビー級王者になるティム・ウィザスプーンと対戦し初黒星となる7回2分25秒TKO負けを喫した。
1982年3月13日、エリーハ・ティレーリと対戦し10回判定勝ちを収めた。
1982年7月19日、クレイマン・パーカーと対戦し6回32秒KO勝ちを収めた。
1982年10月5日、ヘンリー・ポーターと対戦し6回1分51秒TKO勝ちを収めた。
1983年3月26日、後のWBC世界ヘビー級王者ピンクロン・トーマスと対戦し最終10回2分36秒TKO負けを喫した。
1984年12月20日、ジェームス・ディロンと対戦し5回終了時ディロンの棄権によるTKO勝ちを収めた。
1985年6月6日、WBC世界クルーザー級王者カルロス・デ・レオンと対戦し12回2-1(116-113、114-117、117-114)の判定勝ちを収め王座獲得に成功した。
1985年9月21日、バーナード・ベントンと対戦するが12回0-3(112-117、2者が113-115)の判定負けを喫し初防衛に失敗し僅か3ヶ月で王座から陥落した。
1986年9月6日、ラスベガス・ヒルトン内ヒルトン・センターでマイク・タイソンと対戦し2回1分41秒TKO負けを喫した。
1987年4月12日、クレイグ・ボドジアノウスキーと全米イリノイ州クルーザー級王座決定戦で対戦し10回2-0の判定勝ちを収め王座獲得に成功した。
1987年8月11日、ヘンリー・シムスと対戦し9回2分26秒TKO勝ちを収めた。
1987年10月16日、パトリック・ルムンバと対戦し10回判定負けを喫した。
1988年1月15日、後のWBO世界クルーザー級王者になるマグネ・ハブナと対戦し8回判定負けを喫した。
1988年2月3日、ゲーリー・マーソンとウェンブリーグランド・ホールで対戦し6回1分17秒TKO負けを喫した。
1988年5月12日、全米イリノイ州ヘビー級王者グレイグ・ボドズアノウスキーと対戦。この試合はラトリフが持つクルーザー級王座とボドズアノウスキーが持つヘビー級王座の2階級の王座を同時にかけた一戦となり10回2-0(47-44、46-45、46-46)の判定勝ちを収めクルーザー級王座の初防衛とヘビー級王座獲得に成功した。
1988年8月12日、リッキー・パーカーとUSBA全米クルーザー級王座決定戦を行い7回KO勝ちを収め王座獲得に成功した。
1988年11月17日、後のIBF世界クルーザー級王者ジェフ・ランプキンと対戦し5回2分14秒TKO負けを喫しUSBA王座の初防衛に失敗し王座から陥落した。
1989年6月26日、元IBF世界クルーザー級王者リー・ロイー・マーフィーと対戦し4回KO負けを喫しシカゴ王座の初防衛に失敗し王座から陥落した試合を最後に現役を引退した。

## 獲得タイトル
- WBC世界クルーザー級王座（防衛0）
- 全米イリノイ州クルーザー級王座
- USBA全米クルーザー級王座
- 全米イリノイ州ヘビー級王座